# 自由古巴 (雞尾酒)
蘭姆可樂又稱自由古巴 （英語： /ˈkjuːbə ˈliːbreɪ/；西班牙語發音：[ˈkuβa ˈliβɾe]），是一款高球雞尾酒，由可樂、蘭姆酒加冰塊調製而成，大多配方中還包括萊姆汁。傳統上使用的可樂為可口可樂，基酒則用百加得等品牌的淡蘭姆酒。然而，實際上這款雞尾酒可以用不同品牌的蘭姆酒及可樂進行調配，並且加不加萊姆汁均可。 
自由古巴起源於20世紀初的古巴，當時古巴在美西戰爭中取得了獨立，隨之這款雞尾酒在古巴、美國和其他國家逐漸流行開來。它的配方簡單，原料廉價，並且哪裡都買得到，使其成為世界上最受歡迎的酒精飲料之一。酒評家通常視之為一款再平庸不過的酒飲，但它仍因自身重要的歷史意義而聲名遠揚。

## 歷史
1900年代初期，自由古巴在古巴誕生，但具體的起源尚不明確。1900年後不久，樽裝可口可樂首次从美国進口到古巴並流行開來。一般認為，其誕生同1898年美西戰爭爆發後美国勢力湧入古巴有很重要的聯繫，而且這款飲品的傳統名稱「Cuba libre」（自由古巴）是古巴獨立運動的口號。據此，有人聲稱自由古巴是在美西戰爭期間出現的。 然而，早在1900年可口可樂首次引進古巴之前，這場戰爭就已經結束了。證據顯示1898年確實有一種名為「Cuba libre」的飲料，但它是由水和黑糖混合調製而成的。
百加得廣告主管福斯托·羅德里格斯（Fausto Rodriguez）聲稱，他親眼見證了這款飲品的誕生，並在1965年寫了一份公證過的口證材料。據羅德里格斯所述，事情發生在1900年8月，14歲的他在哈瓦那的美國陸軍通訊兵團擔任通訊員。一天，羅德里格斯的上級在當地一家酒吧點了一杯百加得蘭姆酒混合可口可樂的飲料，引起了旁邊一群美國士兵的興趣，他們跟著點了一輪，這款全新的飲料因之誕生。後來，羅德里格斯的這份口證材料被百加得刊登在1966年《生活》雜誌的廣告頁上。然而，羅德里格斯本身是百加得的高管，一些評論家因此懷疑他的故事是否真實。另一個說法則是，這款飲品誕生於1902年，在哈瓦那的El Floridita餐厅發明，以慶祝古巴獨立一週年。
因其原料簡單易得，自由古巴很快風靡了整個古巴。早在19世紀，哈瓦那就是少數幾個擁有大量從較冷地區船運來的冰塊的炎熱城市之一，令其以冰鎮飲料而聞名。古巴獨立後，大量外國觀光客和投資者湧入，酒精出口也獲得了新的機會，使得百加得和其他古巴蘭姆酒一併蓬勃發展。普遍認為淡蘭姆酒比味道濃烈的深蘭姆酒更適合製作雞尾酒，因此百加得等品牌的淡蘭姆酒成為了雞尾酒的首選。自1886年首次裝瓶以来，可口可樂就一直是美國普遍使用的雞尾酒原料之一，在1900年首次出口後，更成為了許多國家的大眾飲品。
很快，自由古巴就從古巴傳到了美國。20世纪初，這款雞尾酒及可口可樂本身在美國南部較為流行。在1922年至1933年的禁酒令期間 ，可口可樂可以掩蓋品質低劣的蘭姆酒及其他利口酒的味道，因而成為了廣受歡迎的雞尾酒原料。 1921年，H·L·孟肯（英文：H. L. Mencken）寫了一個笑話，稱在南卡羅萊納州存在一種自由古巴的變種，叫做「跳躍的鐵砧」（jump stiddy），由可口可樂和從汽車散熱器中排出的變性酒精調配而成。 禁酒令廢止後，自由古巴流傳到美國北部和西部，並且在菁英階層和平民階層中都很流行。
在第二次世界大戰期間，自由古巴的名氣達到了新的高度。1940年起，美國在英屬西印度群島建立了一系列哨所以抵禦納粹德國海軍的進攻。美國人的出現導致了跨文化需求的產生，美國軍人和在地人學會用彼此的產品開發新的口味。尤為值得一提的是，美軍開始消費當地廉價的加勒比蘭姆酒，而可口可樂則藉運兵艦的東風，在島上逐漸流行開來。在美國，由於政府限制了工業化酒精生產的配額，使得國内蒸餾酒的產量減少，從而導致進口蘭姆酒的需求大大增加。1943年，千里達音樂家因瓦德閣下（Lord Invader）的即興諷刺歌曲（Calypso）——《蘭姆酒和可口可樂》（Rum and Coca-Cola）吸引了人們對這款在千里達島流行的飲料的關注。這首歌的曲來自千里達音樂家利昂内爾·貝拉斯科（Lionel Belasco）於1904年創作的歌曲《去年》（法文： L'Année Passée），歌詞則重新填寫，描述了千里達的美國士兵與島上女孩跳舞、共飲蘭姆酒可樂的故事。喜劇演員莫雷．阿姆斯特丹（Morey Amsterdam）瓢竊了《蘭姆酒和可口可樂》，並以自己作品的名義將版權轉讓給了樂團安德魯斯姐妹。安德魯斯姐妹1945年演唱的版本大受好評，使得蘭姆酒可樂更加聲名大噪，尤其在軍隊中更是廣受歡迎。後來，因瓦德閣下聯合貝拉斯科樂曲版權所有者起訴阿姆斯特丹，勝訴後取得了這首歌的版權。
1959年古巴革命期間，百加得遷往波多黎各。第二年，美國對古巴實施禁運，禁止進口古巴產品，作為回應古巴亦禁止進口美國產品。這導致美國市面買不到古巴製造的蘭姆酒，而在古巴也基本沒有可口可樂，使得在這兩個國家用傳統配方製作自由古巴變得及其困難。

## 知名度

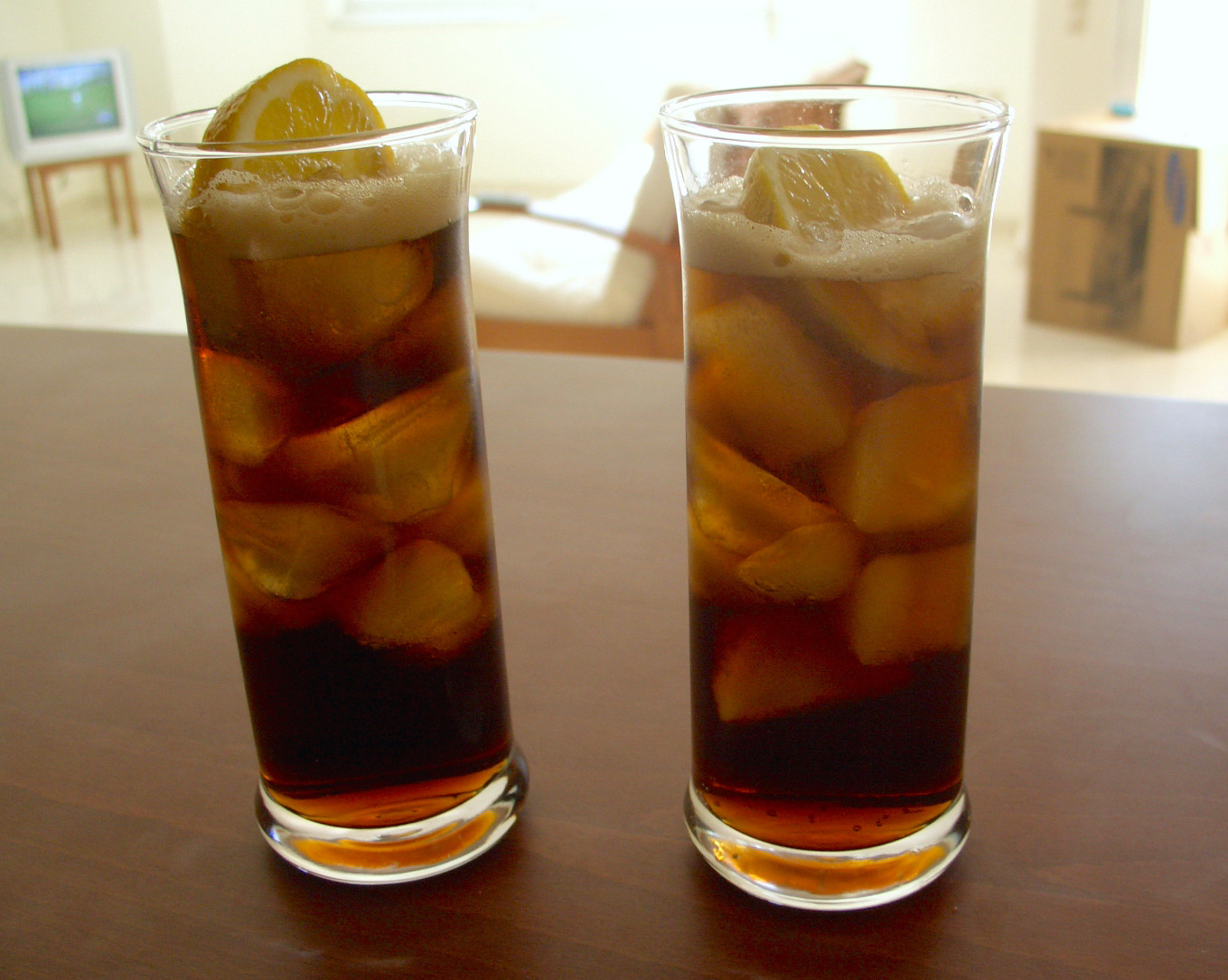
兩杯用柠檬作裝飾的自由古巴

自由古巴廣為流行。據百加得的估計，自由古巴是世界上第二大流行酒精飲品。自由古巴之所廣受歡迎，主要是因為它的主要原料唾手可得、價格低廉，而且製作也相當容易。它可以用任何比例、各種風味的蘭姆酒製成，調配簡單且基本不會失手。
酒評家通常給予自由古巴較低的評價。 作家韋恩·柯提斯（Wayne Curtis）稱其為一款「令人靈感枯竭的飲料」，《華盛頓郵報》的杰森·威爾遜（Jason Wilson）則把它叫做「懶人飲品」。 《板巖》雜誌（Slate）的特洛伊·帕特森（Troy Patterson）認為它是一款「經典但平庸的加勒比－美式高球雞尾酒」，「儘管沒有什麼過人之處，但仍可稱為經典」。
美國作家查爾斯·A·庫勒姆（Charles A. Coulombe）認為，自由古巴具有重要的歷史意義。庫勒姆寫道，自由古巴是「世界秩序變化的有力象徵：蘭姆酒（舊殖民帝國的潤滑劑）與可口可樂（現代美國全球化資本主義的標誌）的結合」。除此之外，蘭姆酒和可口可樂都是由加勒比地區生產的原料製成，並受益於歐美貿易的全球性商品。據庫勒姆所言，這款飲品“似乎完美地折射出現代世界中的歷史元素”。

## 配方和變種

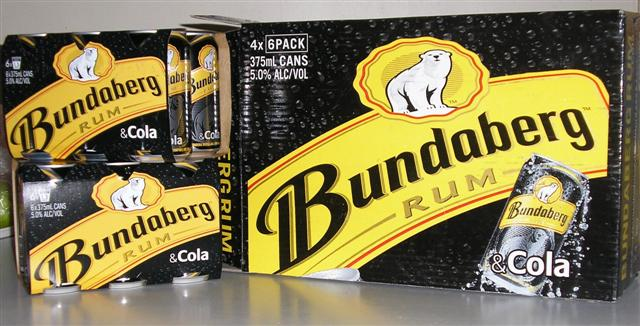
預製的班德堡蘭姆酒可樂，2006年。

在不同的配方中，調製方法和添加成分有所差異，但蘭姆酒和可樂始終是不可或缺的主要原料。國際調酒師協會的配方為：5厘升淡蘭姆酒、12厘升可樂和1厘升新鮮萊姆汁，加冰塊。然而，實際上任意量和比例的蘭姆酒和可樂都可以調製自由古巴。 此外，儘管傳統上使用的是淡蘭姆酒，但深蘭姆酒和其他品類的蘭姆酒在自由古巴的調製上也很常見，各種類型的可樂亦可使用；在古巴，由於自1960年美國禁運以來可口可樂從未得以進口，該國自由古巴使用的是國產的土可樂（TuKola）。
傳統上，自由古巴的調製還包括萊姆汁，但現實中往往不添加，尤其是客人指名點的單純是「蘭姆酒可樂」這個名字的時候。在一些早期配方中，萊姆汁是原料之一，而其他配方僅放入萊姆角作裝飾。在其他一些早期配方中還會使用其他原料，例如琴酒和苦精。一些人認為萊姆汁是將自由古巴與其他普通蘭姆可樂區別開來的關鍵成分。然而，即使當它單單叫做「蘭姆酒可樂」的時候，調酒師也會在其中加入萊姆汁。
自由古巴若使用陳年蘭姆酒（西班牙文：añejo）調製，則有時會被稱作「Cubata」。在西班牙，「Cubata」也是自由古巴的一個非正式名稱。一些以舊配方為基礎的現代配方還會加入苦精等其他原料。有些配方會使用其他類型的可樂，例如墨西哥可樂（這款可樂用蔗糖代替高果糖漿）或者Moxie。其他更為精緻的變種會再加入其他原料，如Cinema Highball，它使用的是泡著奶油爆米花的蘭姆酒，再加入可樂；另一款名為曼德維爾（Mandeville）的雞尾酒則使用淡蘭姆酒、深蘭姆酒、可樂、柑橘汁、保樂力加苦艾酒和紅石榴糖漿調製而成。

## 外部連結
- 维基共享资源上的相關多媒體資源：自由古巴